# Der Tagesspiegel
Der Tagesspiegel (Зеркало дня) — многотиражная ежедневная широкоформатная немецкоязычная газета издательства «Der Tagesspiegel GmbH» со штаб-квартирой в Берлине (Германия), основанная в 1945 году. Издание имеет либерально-консервативный уклон.